# Marko Kopljar
Marko Kopljar (* 12. Februar 1986 in Požega, SR Kroatien, SFR Jugoslawien) ist ein ehemaliger kroatischer Handballspieler.

## Sportliche Laufbahn

### Verein
Seine Laufbahn begann Kopljar beim kroatischen Handballverein RK Požega. Erstmals international spielte er für RK Medveščak Zagreb im Europapokal-der-Pokalsieger-Wettbewerb der Saison 2004/05; 2005/06 dann im EHF-Challenge-Cup-Wettbewerb. In der Saison 2006/07 nahm er mit Zagreb erneut am Europapokal der Pokalsieger teil. Im Februar 2007 verließ er Zagreb auf Wunsch des kroatischen Handballverbandes und spielte den Rest der Saison für RK Đakovo. Ab 2007 stand er beim RK Zagreb unter Vertrag. In den EHF-Champions-League-Wettbewerben spielte Kopljar für RK Zagreb in der Spielzeit 2007/08, 2008/09, 2009/10, 2010/11 und 2011/12. Mit Zagreb gewann er in jeder Saison die kroatische Meisterschaft und den kroatischen Pokal.
Der Rückraumspieler wechselte im Sommer 2012 zum französischen Erstligisten Paris Saint-Germain. Mit Paris gewann er 2013 und 2015 die Meisterschaft, 2014 und 2015 den französischen Pokal sowie 2014 den Trophée des Champions. Am 15. Oktober 2014 erhielt Kopljar in einem Spiel gegen Chambéry Savoie HB die Rote Karte, nachdem er seinen Gegenspieler Benjamin Gille gebissen hatte. Hieraufhin wurde er für sechs Monate (davon vier Monate auf Bewährung) gesperrt. Ab dem Sommer 2015 lief er für den spanischen Erstligisten FC Barcelona auf. Mit Barcelona gewann er 2016 die spanische Meisterschaft, den spanischen Königspokal, den spanischen Ligapokal sowie den spanischen und den katalanischen Supercup.
In der Saison 2016/17 stand Kopljar beim ungarischen Verein Telekom Veszprém unter Vertrag, mit dem er die ungarische Meisterschaft und den ungarischen Pokal gewann. Anschließend wechselte er zum deutschen Verein Füchse Berlin. Mit den Füchsen Berlin gewann er 2018 den EHF-Pokal und 2023 die EHF European League. Nachdem sein Vertrag in Berlin im Sommer 2024 ausgelaufen war, blieb Kopljar zunächst ohne Verein. Im März 2025 wurde er von der SG Flensburg-Handewitt nach den Ausfällen von Simon Pytlick und Kay Smits reaktiviert. Mit der SG gewann er die EHF European League der Männer 2024/25. Nach der Saison 2024/25 beendete er seine Karriere.
Kopljar ist seit der Saison 2025/26 als Co-Trainer beim deutschen Zweitligisten 1. VfL Potsdam tätig.

### Nationalmannschaft
Marko Kopljar bestritt 152 Länderspiele für die kroatische Nationalmannschaft, in denen er 319 Treffer erzielte. Von November 2015 bis 2017 war er Kapitän der Auswahl.
Bei der Weltmeisterschaft 2009 im eigenen Land gewann Kopljar mit Kroatien die Silbermedaille und bei der Weltmeisterschaft 2013 die Bronzemedaille.
Bei der Europameisterschaft 2010 gewann er mit Kroatien die Silbermedaille. Er wurde bei der Europameisterschaft 2012 mit der Auswahl Dritter und als bester rechter Rückraumspieler in das „All-Star-Team“ gewählt. Bei der Europameisterschaft 2016 erreichte er mit dem Team erneut den dritten Rang.
Im Sommer 2012 nahm Kopljar an den Olympischen Spielen in London teil, wo er mit dem kroatischen Team die Bronzemedaille gewann. Weiterhin nahm er an den Olympischen Spielen 2016 in Rio de Janeiro teil.

### Saisonbilanzen
| Saison          | Verein                 | Liga            | Spiele | Tore  |
| --------------- | ---------------------- | --------------- | ------ | ----- |
| 2004/05         | RK Medveščak Zagreb    | Premijer Liga   |        |       |
| 2005/06         | RK Medveščak Zagreb    | Premijer Liga   |        |       |
| 2006/07         | RK Đakovo              | Premijer Liga   |        |       |
| 2007/08         | RK Zagreb              | Premijer Liga   |        |       |
| 2008/09         | RK Zagreb              | Premijer Liga   |        |       |
| 2009/10         | RK Zagreb              | Premijer Liga   |        |       |
| 2010/11         | RK Zagreb              | Premijer Liga   | 24     | 71    |
| 2011/12         | RK Zagreb              | Premijer Liga   | 8      | 32    |
| 2012/13         | Paris Saint-Germain    | 1. Division     | 24     | 109   |
| 2013/14         | Paris Saint-Germain    | 1. Division     | 25     | 82    |
| 2014/15         | Paris Saint-Germain    | 1. Division     | 21     | 57    |
| 2015/16         | FC Barcelona           | Liga Asobal     | 21     | 45    |
| 2016/17         | Telekom Veszprém       | NB 1            | 16     | 40    |
| 2017/18         | Füchse Berlin          | Bundesliga      | 17     | 37    |
| 2018/19         | Füchse Berlin          | Bundesliga      | 1      | 0     |
| 2019/20         | Füchse Berlin          | Bundesliga      | 21     | 20    |
| 2020/21         | Füchse Berlin          | Bundesliga      | 34     | 46    |
| 2021/22         | Füchse Berlin          | Bundesliga      | 29     | 24    |
| 2022/23         | Füchse Berlin          | Bundesliga      | 33     | 11    |
| 2023/24         | Füchse Berlin          | Bundesliga      | 28     | 4     |
| 2024/25         | SG Flensburg-Handewitt | Bundesliga      | 13     | 1     |
| Karriere gesamt | Karriere gesamt        | Karriere gesamt | > 315  | > 579 |

## Privates
Marko Kopljar ist mit der Schwester des kroatischen Handballers Domagoj Duvnjak verheiratet und hat mit ihr zwei Söhne.